# John Gilmore (football américain)
Pour les articles homonymes, voir John Gilmore et Gilmore.
(en) Statistiques sur pro-football-reference
John Henry Gilmore Jr (né le 14 août 1979 à Marquette) est un joueur américain de football américain. Il joue actuellement avec les Saints de la Nouvelle-Orléans.

## Enfance
Gilmore fait ses études à la Wilson High School de West Lawn où il est nommé athlète masculin de l'école en 1996. Il est aussi nommé parmi un des meilleurs joueurs de l'État de Pennsylvanie par l' Associated Press.

## Carrière

### Université
Il entre ensuite à l'université d'État de Pennsylvanie où il joue pour l'équipe de football américain des Nittany Lions. Il joue cinq matchs en 2000 et reçoit dix passes pour quatre-vingt-deux yards et deux touchdowns. En 2001, pour sa dernière année, il joue neuf matchs et reçoit vingt-cinq ballons pour 279 yards mais aucun touchdown.

### Professionnel
John Gilmore est sélectionné au sixième tour du draft de la NFL de 2002 par les Saints de la Nouvelle-Orléans au 196e choix. Malgré cette sélection, il ne joue que le camp d'entrainement des Saints et n'est pas nommé dans l'équipe pour l'ouverture de la saison 2002. Néanmoins, il trouve une équipe, celle des Bears de Chicago où il joue huit matchs dont quatre comme titulaire, recevant dix passes pour 130 yards. Il passe ensuite trois saisons dans l'oubli général, ne recevant que trois passes en quarante-sept matchs mais marque son premier touchdown sur sa seule réception de la saison 2005.
Il est libéré après la saison 2007 par les Bears de Chicago. Il signe avec les Buccaneers de Tampa Bay pour la saison 2008 et est nommé tight end titulaire pour dix matchs où il reçoit quinze passes pour 147 yards et un touchdown. Après une année 2009 globalement sur le banc, il est nommé titulaire pour la saison 2010 et joue onze matchs comme titulaire, recevant treize passes et marquant un touchdown. Il est libéré après la saison 2010 par les Buccs.
Il signe un contrat lors de la off-season (saison morte; periode creuse séparant deux saisons (janvier à août) et participe aux camps d'entrainements des Steelers de Pittsburgh mais ne convainc pas ses entraineurs qui ne le garde pas dans la liste des cinquante-trois hommes pour l'ouverture de la saison.
Le 5 septembre 2011, il revient chez les Saints de la Nouvelle-Orléans.